# Calvin Stengs
Calvin Stengs (Nieuw-Vennep, 18 december 1998) is een Nederlands voetballer die doorgaans als rechtsbuiten speelt. Hij stroomde in 2016 door vanuit de jeugd van AZ. Medio 2023 verruilde hij OGC Nice voor Feyenoord. Stengs debuteerde in 2019 in het Nederlands voetbalelftal.

## Clubcarrière

### AZ
Stengs begon met voetballen bij SV DIOS en doorliep daarna de jeugdopleidingen van HFC Haarlem en AZ. Hij maakte op 14 december 2016 zijn debuut in het eerste elftal van de Alkmaarders, in een met 2-0 gewonnen thuiswedstrijd in de KNVB beker tegen ASWH. Stengs werd met Jong AZ in het seizoen 2016/17 kampioen van de Tweede divisie, waardoor ze mochten promoveren naar de Eerste divisie.
Hij maakte op 5 maart 2017 zijn debuut in de Eredivisie. Hij kwam die dag bij het begin van de tweede helft in het veld voor Alireza Jahanbakhsh in een wedstrijd die in 1–1 eindigde thuis tegen Excelsior. Stengs speelde aan het eind van het seizoen ook mee in vier wedstrijden in de play-offs voor de UEFA Europa League. Hij raakte op zaterdag 12 augustus 2017 in de eerste speelronde van het seizoen 2017/18 zwaar geblesseerd, uit tegen PSV. Hij verdraaide zijn rechterknie en scheurde zijn kruisband af. Het duurde veertien maanden voor hij zijn rentree kon maken, tijdens een wedstrijd van Jong AZ op 19 oktober 2018.
Na zijn rentree groeide hij onder coach John van den Brom uit tot onbetwiste basisspeler van de Kaaskoppen. Ook in de seizoenen die volgden wist hij zijn stempel te drukken op de ploegen gecoacht door Arne Slot en Pascal Jansen. Al was hij tijdens het seizoen 2020/21 minder bepalend dan voorgaande periodes.

### OGC Nice

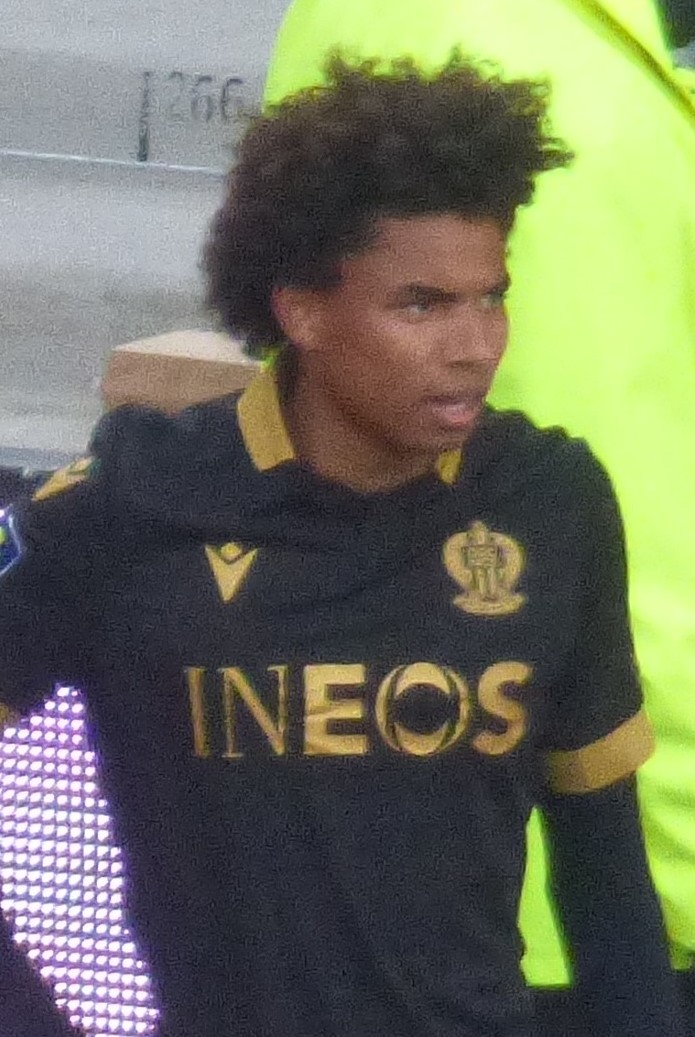
Stengs spelend voor Nice in 2022

Op 14 juli 2021 maakte AZ bekend dat Stengs de overstap zou maken naar het Franse OGC Nice, waar hij een vijfjarig contract tekende.

### Royal Antwerp
Aan het einde van de zomerse transferperiode in 2022 werd bekend dat Stengs uitgeleend zou worden aan het Belgische Royal Antwerp. Onder leiding van hoofdtrainer Mark van Bommel en directeur voetbalzaken Marc Overmars moest Stengs bij gaan dragen aan nieuwe successen van The Great Old. Nadat ze op 30 april 2023 de bekerfinale wisten te winnen, werd het seizoen op 4 juni 2023 afgesloten met het behalen van de landstitel. In aanloop naar het seizoen 2023/24 toonden de Antwerpenaren opnieuw interesse. Op 24 juli werd echter bekend dat Stengs hard op weg was naar Feyenoord, waar hij herenigd zou worden met Arne Slot.

### Feyenoord
De Rotterdammers presenteerde Stengs op 26 juli 2023 als nieuwste aanwinst. Hij tekende in De Kuip een contract tot medio 2027. In zijn eerste seizoen groeide Stengs uit tot een vaste waarde in het elftal van Arne Slot. Er waren slechts vier spelers met meer speelminuten dat seizoen. Het team werd tweede, achter het PSV van Peter Bosz, maar wist wel de KNVB Beker te winnen ten koste van N.E.C..
In de strijd om de Johan Cruijff Schaal in het daaropvolgende seizoen waren de Rotterdammers na strafschoppen te sterk voor het team uit de Lichtstad. Stengs speelde de volledige wedstrijd. Tijdens de openingswedstrijd van de Eredivisie, in de De Kuip tegen Willem II, ontbrak hij wegens ziekte. Enkele dagen later kwam naar buiten dat Feyenoord een akkoord had bereikt met Charlotte FC voor een transfer van Stengs. Echter, nadat er reeds een medische keuring had plaatsgevonden, ging de transfer niet door en bleef Stengs zodoende in Rotterdam.

## Clubstatistieken
| Seizoen                         | Club            | Competitie      | Competitie | Competitie | Beker | Beker | Internationaal | Internationaal | Overig | Overig | Totaal | Totaal |
| Seizoen                         | Club            | Competitie      | Wed.       | Dlp.       | Wed.  | Dlp.  | Wed.           | Dlp.           | Wed.   | Dlp.   | Wed.   | Dlp.   |
| ------------------------------- | --------------- | --------------- | ---------- | ---------- | ----- | ----- | -------------- | -------------- | ------ | ------ | ------ | ------ |
| 2016/17                         | AZ              | Eredivisie      | 1          | 0          | 1     | 0     | —              | —              | 4      | 2      | 6      | 2      |
| 2017/18                         | AZ              | Eredivisie      | 1          | 0          | 0     | 0     | —              | —              | 0      | 0      | 1      | 0      |
| 2018/19                         | AZ              | Eredivisie      | 21         | 3          | 4     | 2     | 0              | 0              | 0      | 0      | 25     | 5      |
| 2019/20                         | AZ              | Eredivisie      | 25         | 5          | 3     | 0     | 14             | 5              | 0      | 0      | 42     | 10     |
| 2020/21                         | AZ              | Eredivisie      | 30         | 7          | 1     | 0     | 8              | 0              | 0      | 0      | 39     | 7      |
| 2021/22                         | OGC Nice        | Ligue 1         | 24         | 1          | 2     | 0     | 0              | 0              | 0      | 0      | 26     | 1      |
| 2022/23                         | OGC Nice        | Ligue 1         | 4          | 0          | 0     | 0     | 2              | 0              | 0      | 0      | 6      | 0      |
| 2022/23                         | → Royal Antwerp | Eerste klasse A | 21         | 1          | 6     | 2     | 0              | 0              | 4      | 0      | 31     | 3      |
| 2023/24                         | Feyenoord       | Eredivisie      | 29         | 6          | 5     | 1     | 8              | 1              | 1      | 0      | 43     | 8      |
| 2024/25                         | Feyenoord       | Eredivisie      | 1          | 1          | 0     | 0     | 0              | 0              | 1      | 0      | 2      | 1      |
| Carrièretotaal                  | Carrièretotaal  | Carrièretotaal  | 157        | 24         | 22    | 5     | 32             | 6              | 10     | 2      | 221    | 37     |
| Bijgewerkt t/m 20 augustus 2024 |                 |                 |            |            |       |       |                |                |        |        |        |        |

## Interlandcarrière
Stengs maakte in 2019 zijn debuut voor Jong Oranje. Bondscoach Ronald Koeman selecteerde hem op 8 november 2019 voor het eerst voor het Nederlands elftal, voor EK-kwalificatieduels tegen Noord-Ierland en Estland. Hij debuteerde op 19 november 2019 als international, in de met 5–0 gewonnen wedstrijd tegen Estland. Hij gaf daarin twee assists. Ook in 2020 en 2021 kreeg hij af en toe speeltijd. Hij werd echter niet geselecteerd voor deelname aan het EK 2021, omdat hij volgens bondscoach Frank de Boer te weinig had afgedwongen.
Op 21 november 2023 maakte Stengs een hattrick in de uitwedstrijd tegen Gibraltar in het  Estádio Algarve te Portugal.
| Interlands van Calvin Stengs voor Nederland | Interlands van Calvin Stengs voor Nederland | Interlands van Calvin Stengs voor Nederland | Interlands van Calvin Stengs voor Nederland | Interlands van Calvin Stengs voor Nederland | Interlands van Calvin Stengs voor Nederland |
| №                                           | Datum                                       | Wedstrijd                                   | Uitslag                                     | Competitie                                  | Goals                                       |
| ------------------------------------------- | ------------------------------------------- | ------------------------------------------- | ------------------------------------------- | ------------------------------------------- | ------------------------------------------- |
|                                             |                                             |                                             |                                             |                                             |                                             |
| Als speler bij AZ                           |                                             |                                             |                                             |                                             |                                             |
| 1.                                          | 19 november 2019                            | Nederland – Estland                         | 5 – 0                                       | Kwalificatie EK 2020                        |                                             |
| 2.                                          | 7 oktober 2020                              | Nederland – Mexico                          | 0 – 1                                       | Vriendschappelijk                           |                                             |
| 3.                                          | 11 november 2020                            | Nederland – Spanje                          | 1 – 1                                       | Vriendschappelijk                           |                                             |
| 4.                                          | 15 november 2020                            | Nederland – Bosnië en Herzegovina           | 3 – 1                                       | UEFA Nations League 2020/21                 |                                             |
| 5.                                          | 18 november 2020                            | Polen – Nederland                           | 1 – 2                                       | UEFA Nations League 2020/21                 |                                             |
| 6.                                          | 27 maart 2021                               | Nederland – Letland                         | 2 – 0                                       | Kwalificatie WK 2022                        |                                             |
| 7.                                          | 30 maart 2021                               | Gibraltar – Nederland                       | 0 – 7                                       | Kwalificatie WK 2022                        |                                             |

## Erelijst
| Competitie           |         |         |         |         |
| Competitie           | Aantal  | Jaren   |         |         |
| Jong AZ              | Jong AZ | Jong AZ | Jong AZ | Jong AZ |
| -------------------- | ------- | ------- | ------- | ------- |
| Tweede divisie       | 1x      | 2016/17 |         |         |
| Royal Antwerp        |         |         |         |         |
| Eerste klasse A      | 1x      | 2022/23 |         |         |
| Beker van België     | 1x      | 2022/23 |         |         |
| Feyenoord            |         |         |         |         |
| KNVB Beker           | 1x      | 2023/24 |         |         |
| Johan Cruijff Schaal | 1x      | 2024    |         |         |